# Hawker Siddeley Andover
Pour les articles homonymes, voir Andover.
 (juin 2012).
Si vous disposez d'ouvrages ou d'articles de référence ou si vous connaissez des sites web de qualité traitant du thème abordé ici, merci de compléter l'article en donnant les références utiles à sa vérifiabilité et en les liant à la section « Notes et références ».
Dimensions
L'Andover est un avion de transport militaire développé par la société britannique Hawker-Siddeley dans les années 1960. Il a été conçu à partir du Hawker Siddeley HS.748.

## Conception
La conception d'une version militaire du HS.748 commença en avril 1962, l'arrière du fuselage devait être fortement relevé et être équipé d'une rampe de chargement. Le premier prototype ainsi transformé effectua son premier vol le 21 décembre 1963. Une série de 31 exemplaires du Andover C.Mk1 fut commandée par la Royal Air Force, elle fut suivie en 1964 par une commande de deux Andover CC.Mk2 pour le Queen's Flight en français : « escadrille de la reine » et de quatre autres pour l'Air Support Command. Depuis, un certain nombre d'Andover C.Mk1 ont été modifiés en Andover.Mk3 destinés à l'étalonnage des instruments de navigation et en E.Mk3A de guerre électronique.

## Description
L'Andover est un bimoteur à ailes basses et train d'atterrissage tricycle. Il est équipé d'une rampe de chargement à l'arrière du fuselage. Sa motorisation consiste en deux turbopropulseurs Rolls Royce Dart RDa.12 Mk.301 entraînant des hélices quadripales.
Il peut emporter jusqu'à 58 soldats équipés, 40 parachutistes ou 24 civières ou encore 6 963 kg de fret, par exemple trois Land Rover.

## Variantes
- Andover C.Mk.1 : version de base destinée au transport ;
- Andover CC.Mk.2 : version destinée au transport de VIP, comportant deux cabines de 8 passagers et un salon ;
- Andover E.Mk3 : Andover C.Mk1 modifiés pour des missions d'étalonnage d'instruments de navigation ;
- Andover E.Mk3A : Andover C.Mk1 modifiés pour des missions de guerre électroniques.

## Utilisateurs
Utilisateurs militaires
- Nouvelle-Zélande
- Royaume-Uni

## Sources
- Pierre Gaillard, Avions et hélicoptères militaires d'aujourd'hui, Clichy, éditions Larivière, coll. « Docavia » (no 39), 1999, 304 p. (ISBN 2-907051-24-5 et 978-2-907-05124-8)
- (en) C. G. Jefford, RAF squadrons : a comprehensive record of the movement and equipment of all RAF squadrons and their antecedents since 1912, Shrewsbury, Airlife, 2001 (1re éd. 1988), 290 p. (ISBN 978-1-840-37141-3, OCLC 46513054)
- (en) John W. R. Taylor, Jane's all the world's aircraft, 1966-67, Londres, Sampson Low, 1966 (OCLC 852019363)\n.

### Développement lié
- Hawker Siddeley HS.748

### Aéronefs comparables
- de Havilland Canada DHC-5 Buffalo
- Handley Page Herald